# Michael Skelde
Michael Skelde (né le 13 août 1973 à Horsens) est un coureur cycliste danois, professionnel de 1997 à 2007, et désormais directeur sportif de l'équipe Riwal Readynez.

## Biographie
Après une première expérience professionnelle en 1997 au PSV Cologne, Michael Skelde devient définitivement cycliste professionnel en 1999 dans une autre équipe allemande, EC Bayer, où il remporte son unique victoire professionnelle, la 2e étape du Tour de Rhodes. En 2000, il rejoint l'équipe danoise de troisième division Cycling Horsens, basée dans sa ville natale, et obtient plusieurs places d'honneur dans des courses d'un jour mineures, notamment au Danemark sur le Fyn Rundt. 
En 2001, Skelde quitte Horsens pour une équipe danoise de deuxième division, Team Fakta, où il termine notamment 4e de Groningue-Münster et du Prix de la Ville de Soissons, puis 5e de la CSC Classic l'année suivante, et participe pour la première fois aux Championnats du monde à Lisbonne. Il sera sélectionné pour quatre éditions consécutives. En 2003, alors que Fakta est promue en première division, Skelde obtient plusieurs résultats sur les courses par étapes. Il termine deuxième de l'Étoile de Bessèges en février, derrière Fabio Baldato, son compagnon d'échappée de la première étape, puis, l'été, 5e de l'Uniqa Classic et 6e du Tour du Danemark, dont il porte deux jours durant le maillot de leader. Sur le terrain des courses d'un jour, il ne remporte pas de nouvelle victoire, mais termine 4e du Grand Prix du canton d'Argovie et 5e des Boucles de l'Aulne et du Grand Prix Jef Scherens.
En 2004, Skelde court sa dernière saison au meilleur niveau, chez Alessio-Bianchi, où il joue surtout un rôle d'équipier. À partir de l'année suivante, il rejoint son ancienne équipe, Horsens Cycling, devenue l'équipe continentale Glud & Marstrand Horsens, où il court encore trois ans. De 2007 à 2015, il est directeur sportif de cette structure. En 2016, l'équipe s'arrête et il devient directeur sportif adjoint de Stölting Service Group.

## Palmarès
- 1999
  - 2e étape du Tour de Rhodes
- 2000
  - 2e du GP Umag III
  - 2e du Fyen Rundt
- 2001
  -  Champion du Danemark du contre-la-montre par équipes (avec Jørgen Bo Petersen et Jimmy Hansen)
- 2003
  - 2e de l'Étoile de Bessèges
  - 3e du Fyen Rundt
- 2007
  - 3e de la Rutland-Melton Cicle Classic